# Snežnik

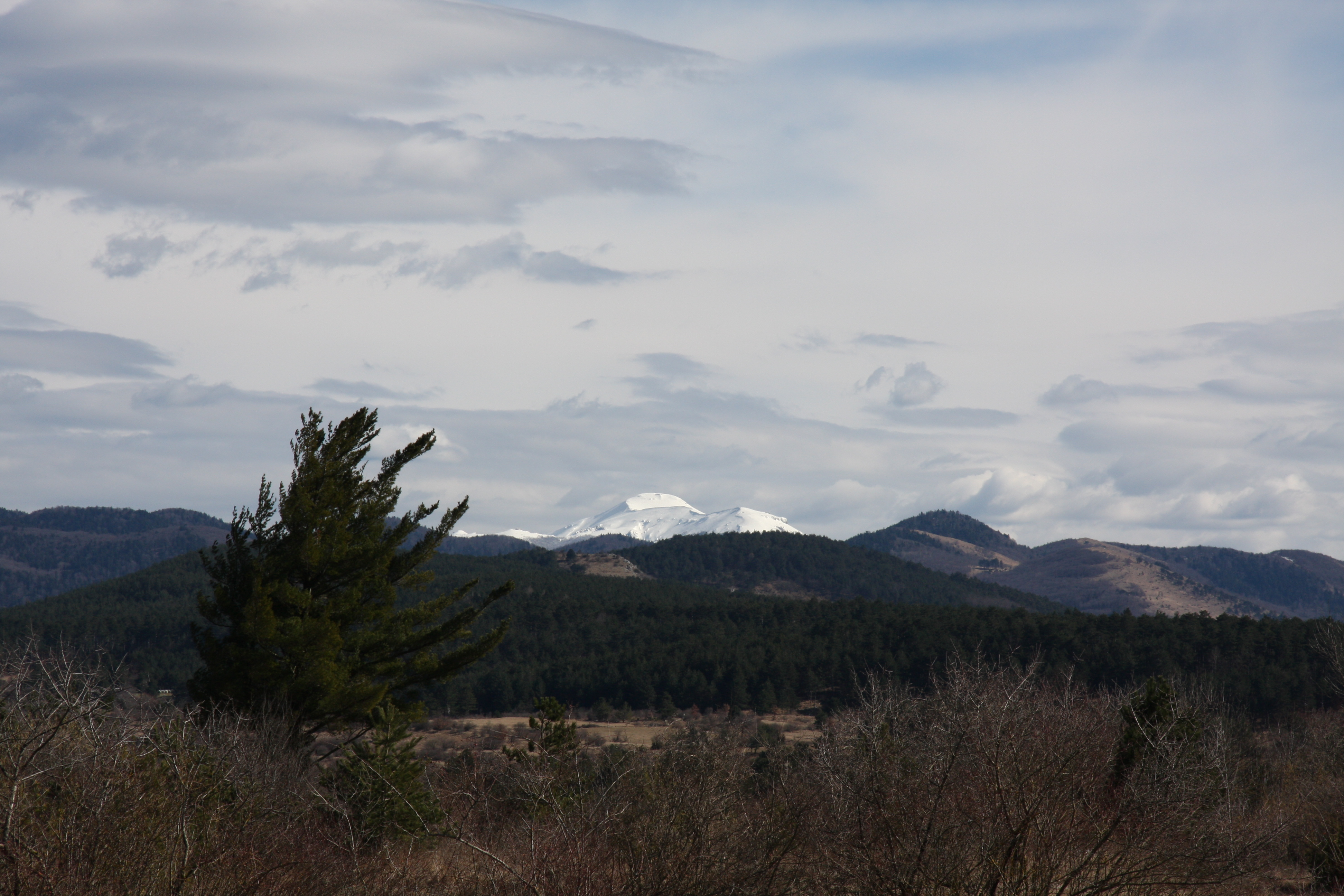
Snežnik desde Palčje

Snežnik (esloveno: Snežnik, croata: Snježnik, latín: Mons Albus, italiano: Monte Nevoso, alemán: Krainer Schneeberg) es una cordillera kárstica con una superficie de unos 85 km² en los Alpes Dináricos. También puede considerarse una prolongación meridional de los Alpes Julianos. La parte principal de la meseta se encuentra en Eslovenia, mientras que la parte sur se extiende hacia Croacia y conecta con la región montañosa de Gorski Kotar.

## Geología y clima
Se compone principalmente de caliza cretácica, con caliza jurásica y una pequeña cantidad de dolomita en la parte superior. La superficie fue transformada por el hielo en el último período glacial. En general es llana, pero tiene numerosos valles secos, sumideros, unas 300 cuevas y pozos que mantienen un aire frío con temperaturas que alcanzan los -32 °C (-26 °F) en la parte más fría del año. La superficie es principalmente pedregosa, cubierta de suelo irregular y poco profundo, excepto en las depresiones más grandes. Como la meseta está a sólo 28 km del mar Adriático, tiene hasta 3.000 milímetros de precipitaciones al año. En invierno está cubierta de nieve. Debido a la naturaleza kárstica de la meseta, no hay arroyos en la superficie.

## Biología
La vegetación de Snežnik fue estudiada por primera vez en el siglo XIX por Heinrich Freyer, que más tarde fue conservador del Museo del Estado de Carniola en Liubliana. Es centroeuropea, con una gran aportación de especies del sur de Europa y flora montana por encima del límite forestal. En las hondonadas puede observarse una inversión de la vegetación y una línea de vegetación inferior (poco frecuente en Eslovenia). La meseta está cubierta por bosques de hayas y abetos, excepto en las partes más altas, cubiertas por pinos enanos y pastos. La zona de Snežnik por encima de los 1.450 m ocupa 196 hectáreas y fue protegida en 1964 como monumento natural. Es el hábitat de Edraianthus graminifolius, Arabis scopoliana, Campanula justiniana, Nigritella rubra, Gentiana clusii, Gentiana pannonica y otras flores. Entre los animales que viven allí se encuentran osos pardos, lobos, ciervos, jabalíes y linces, así como varias especies de aves, como el búho de los Urales, el guion de codornices, el urogallo occidental, el urogallo avellano y el águila real.

## Picos
La meseta tiene los siguientes dos picos principales:
- Gran monte Snežnik (Veliki Snežnik), 1 796 m, Eslovenia
- Pequeño monte Snežnik (Mali Snežnik), 1688 m, Eslovenia

Hay que tener en cuenta que en el lado croata de la frontera, a 20 km al sur, en el Parque Nacional Risnjak de Gorski Kotar, hay una montaña también llamada Snježnik o Snežnik con una altitud de 1.506 m.

## Senderismo
El Gran Monte Snežnik es la cima no alpina más alta de Eslovenia y el pico más alto del Sendero del Correo y Operador de Señales de la Guerra de Liberación Nacional (en esloveno: Pot kurirjev in vezistov NOV Slovenije). Se puede ver desde muchas otras partes de Eslovenia y es un popular destino de senderismo. Ofrece una amplia vista y cuenta con un toposcopio. El acceso más fácil es desde Sviščaki, una aldea del asentamiento disperso de Snežnik, en la meseta.
El refugio Drago Karolin (Koča Draga Karolina) está situado justo debajo de la cima del Gran Monte Snežnik, hacia la frontera con Croacia. Se construyó por primera vez como refugio bajo la dirección del profesor y montañero Drago Karolin, presidente del Club de Montañismo Snežnik Ilirska Bistrica. Se amplió de 1977 a 1994 y recibió el nombre de su primer constructor. En La gloria del ducado de Carniola, publicada en 1689, el polímata Johann Weikhard von Valvasor escribió lo siguiente sobre Snežnik:
 

«Slivnica es considerablemente alta. Snežnik es mucho más alta. Esta montaña, cuyo vecino es el castillo del mismo nombre, es completamente puntiaguda y un verdadero simulacro de cielo, porque te eleva tanto que puedes vagar con los ojos por todo el país, sí, puedes lanzar los rayos de tu ojo a través del mar, a Italia, a Croacia, a Turquía y a todas partes. Se encuentra en la frontera croata y dálmata y alberga una espantosa naturaleza.»